# Hinrich Lohse
Hinrich Lohse (Mühlenbarbek, 2 de septiembre de 1896 - ibíd., 25 de febrero de 1964) fue un político alemán del Partido nazi, especialmente conocido por el papel que jugó durante la ocupación nazi de los Estados bálticos, en la Segunda Guerra Mundial.

## Biografía

### Primeros años
Hinrich Lohse nació en la ciudad de Mühlenbarbek, situada en la Provincia de Schleswig-Holstein, en el contexto de una pequeña familia de agricultores. Desde 1903 a 1912 asistió a la Volksschule de su localidad natal, y después asistió a la Escuela Superior de Comercio. En 1913 trabajó como obrero en los astilleros Blohm & Voss de Hamburgo. Durante la Primera Guerra Mundial sirvió en el Reichsheer alemán desde el 23 de septiembre de 1915 hasta el 30 de octubre de 1916, cuando fue licenciado debido a su heridas de guerra.

### Carrera en el Partido nazi
Desde 1919, Lohse fue el primero en unirse a la Asociación de Agricultores de Schleswig-Holstein, y un año más tarde fue nombrado Secretario General del Schleswig-Holsteinische Bauern- und Landarbeiterdemokratie. En 1923 se unió al Partido nazi y el 27 de marzo de 1925 se convirtió en Gauleiter de Schleswig-Holstein. En 1924, como miembro del Völkisch-Sozialer Block, se convirtió en el único nazi en salir elegido Representante (Stadtverordnetenkollegium) en el Ayuntamiento de Altona. Durante este tiempo lideró varias asociaciones nacionales de agricultores en el norte de Alemania, tales como el Landvolkbewegung ("Movimiento Popular de los Pueblos") dentro del Partido nazi. Entre 1928 y 1929 también administró temporalmente el Gau nazi de Hamburgo.
Lohse, que había sido miembro del Reichstag desde 1932, fue nombrado Oberpräsident de la Provincia de Schleswig-Holstein poco después de la Machtergreifung. En 1934 se hizo con el liderazgo de la Asociación nórdica (Nordische Gesellschaft). Ya comenzada la Segunda Guerra Mundial, en 1942 fue nombrado Comisario de Defensa del Reich al igual que todos los Gauleiters.

### Reichskommissar para Ostland

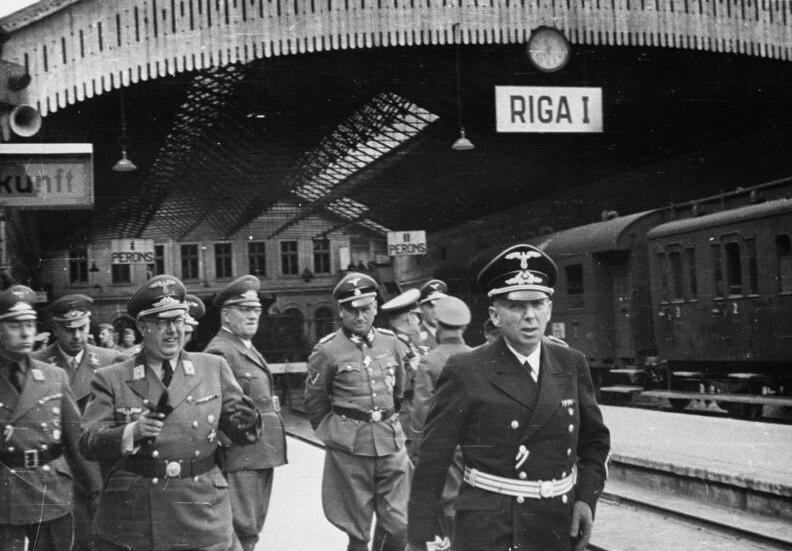
El Reichskommissar Hinrich Lohse (tercero por la izquierda) junto a otros oficiales alemanes en la Estación Central de Riga, el 15 de febrero de 1944.

El 17 de julio de 1941, después de comenzar la invasión de la Unión Soviética, Lohse fue nombrado "Reichskommissar para Ostland", aunque siguió manteniendo sus funciones en Schleswig-Holstein y llegó a mantener dos sedes entre Riga y Kiel. Después de asumir el cargo, Lohse se encargó de colocar en los puestos importantes del Reichskommisariat a muchos de sus viejos amigos de Schleswig-Holstein con ideas afines. Mantuvo su puesto en el Reichskommisariat Ostland hasta el otoño de 1944, cuando huyó ante el avance del Ejército Rojo. En los últimos momentos de la contienda, cuando era evidente la derrota de la Alemania nazi, continuó en Schleswig-Holstein ejerciendo su cargo de Comisario de Defensa del Reich con poderes absolutos.
Durante su estancia en Riga compartió con Adolf Prutzman muchas de las responsabilidades para la creación de guetos de judíos en Letonia.

### Posguerra
El 6 de mayo de 1945, debido a las demandas británicas, Lohse fue destituido como Presidente de Schleswig-Holstein por el Reichspräsident Karl Dönitz. Poco después sería capturado por soldados del Ejército Británico y sometido a juicios durante la posguerra; En 1948 fue sentenciado a 10 años en prisión, aunque en 1951 sería puesto en libertad por su mal estado de salud.
Aun así, después de esto fueron iniciadas dos investigaciones por los fiscales. Por si no fuera poco, la pensión estatal que recibía al haber sido Oberpräsident le fue retirada bajo las presiones del Parlamento Regional Schleswigense-Holsteiniano. Lohse pasaría sus años de ocaso en Mühlenbarbek, hasta su muerte en 1964.